# Кримки (Кропивницький район)
Кри́мки — село в Україні, в Олександрівській селищній громаді Кропивницького району Кіровоградської області. Населення становить 365 осіб. Відстань до центру селищної громади становить близько 20 км і проходить автошляхом Т 1209
Поблизу Кримки розташований ландшафтний та орнітологічний заказник загальнодержавного значення «Редьчине». Його площа становить 118 га. Цінність заказника полягає в тому, що його територія є місцем гніздування різних птахів, занесених до Червоної книги України.

## Назва
Село отримало свою назву, по народним переказам, від того, що на цьому місті колись жили кримські татари в землянках.

## Історія
Під час організованого радянською владою Голодомору 1932—1933 років померло щонайменше 288 жителів села
Фольклорний колектив «Явір» виконує козацьку історичну пісню Ой, з-за гори та ще й з-за лиману", яку у 2016 році Комітет з охорони нематеріальної культурної спадщини ЮНЕСКО включив до Списку елементів нематеріальної культурної спадщини, які потребують термінової охорони.

## Населення
Згідно з переписом УРСР 1989 року чисельність наявного населення села становила 426 осіб, з яких 154 чоловіки та 272 жінки.
За переписом населення України 2001 року в селі мешкало 365 осіб.

### Мова
Розподіл населення за рідною мовою за даними перепису 2001 року:
| Мова       | Відсоток |
| ---------- | -------- |
| українська | 95,07 %  |
| російська  | 4,38 %   |
| молдовська | 0,55 %   |

## Особистості
- Грушевський Григорій Миколайович (нар. 27 січня 1867, Шабельники — пом. 1938) — український церковний та громадський діяч, протопоп Української автокефальної православної церкви. Брат щонайбільше в четвертому поколінні Михайла Грушевського, батько Сергія Грушевського.
- Цупренков Степан Григорович (1922–1991) — Герой Радянського Союзу, танкіст.